# 圣克拉拉 (犹他州)
圣克拉拉（英文：Santa Clara），是美国犹他州华盛顿县下属的一座城市。建市于 1854年，面积大约为5.53平方英里（14.3平方公里），海拔约为2,762英尺（842米）。根据2010年美国人口普查，该市有人口6,003人。